# Våra mest önskade
Våra mest önskade är ett samlingsalbum av det svenska dansbandet Curt Haagers, släppt 10 september 2007 på Riverside Records .
Bandet hade 2006 lagts ner .

## Låtlista
1. Det är kärlek (Bert Månson)
2. Soldränkta stränder (Santa Domingo du bist schön bei Nacht) (Engelbert Simons, Gerd Grabowski-Grabo, Per Hermansson)
3. Du är den käraste (Patrik Ahlm, Maritha Johansson)
4. Trinidad (Bert Månson)
5. Volare (Domenico Modugno, Francesco Migliacci)
6. Guld och gröna skogar (Gull og grønne skoger) (Vidar Sandbeck, Åke Gerhard)
7. Tinge linge ling (Lasse Holm, Gert Lengstrand)
8. Bruna ögon (Peter Bergqvist, Hans Backström)
9. Gammal kärlek rostar aldrig (Ragnar Svedberg)
10. Buona Sera (Carl Sigman, Peter de Rose)
11. Alla goda ting är tre (Michael Saxell)
12. Change Partners (Irving Berlin)
13. Ajka sa lajka (En sång som är glad) (Gersin Andeby, Arne Krusing, Peter Wanngren)
14. Tweedle Dee (Winfield Scott, Lars Sahlin)
15. Rysk folksång (trad.)
16. Jag kan se i dina ögon (Rose-Marie Stråhle)
17. Vår egen bröllopsdag (Mats Björklund, Elisabeth Lord, Harald Steinhauer)
18. Tror du du kan lura mig (Tror du du kan narre mig) (Johny Hansen, Bjørn Hansen, Per Hermansson)
19. Ännu doftar kärlek (Marie Fredriksson, Lasse Lindbom)
20. Fågelsången (Tchip Tchip) (Thomas Werner)
21. Det är dej jag tänker på (She's Not You) (Jerry Lieber, Mike Stoller, Doc Pomus, Gert Lengstrand)
22. Den enda i världen (La piu bella del mondo) (Marino Marini, E. Weijby)
23. Jag älskar dej ännu (Lars Sigfridsson)
24. Santa Maria (Guido de Angelis, Maurizio de Angelis)
25. Varma vindar och soligt hav (Johnny Thunqvist, Kej Svennling)
26. I rosenrött jag drömmer (La vie en rose) (R. S. Louiguy, Roland Levin)
27. Riktiga vänner (Riktige venner) (Håkbon Banken, Birge Lønquist)
28. Något jag önskat (Bert Månson)
29. Gotländsk sommarnatt (Svante Pettersson)
30. More than Words Can Say (Jan-Eric Karlzon)
31. Ta mej till havet (Peter Lundblad)
32. Varje gång du önskar (Johnny Thunqvist, Kej Svennling)
33. Min Angelique (Bert Månson)
34. Wonderland by Night (Wunderland bei Nacht) (Klaus Günter Neumann, Willi Stanke)
35. Hands Up (Haut les mains) (Jean Kluger, Daniel Vangarde, Monica Forsberg)
36. Skriv ett brev (Patrik Ahlm, Maritha Johansson)
37. När jag blundar (Hans Backström, Peter Bergqvist)
38. Midnattstango (Tanze mit mir in den Morgen) (Karl Goetz, Britt Lindeborg)
39. Den gamla parken (My Blue Heaven) (Walter Donaldson, Berndt Norrman)
40. Kvällens sista dans (Goodnight My Love) (Rolf Arland, Bengt Melin)